# Anhui
 Anhui (?·pàg.) (xinès: 安徽; Pinyin: Ānhuī; Wade-Giles: An-hui; pinyin postal: Ngan-hui, Anhwei o An-hwei) és una província de la República Popular de la Xina. Es troba a l'est de la Xina, al llarg dels marges del riu Yangtze i del riu Huaihe. Limita amb Jiangsu a l'est, Zhejiang al sud-est, Jiangxi al sud, Hubei al sud-oest, Henan al nord-oest, i Shandong en una petita secció del nord.

## Població
La seva població el 2017 era de 62,6 milions d'habitants, la majoria d'ètnia Han. La zona sud de la província és muntanyenca gràcies a la serralada de Huangshan.

## Economia
És una de les regions més pobres de la Xina; la seva economia es basa en l'agricultura. Destaca el cultiu d'arròs, te verd, te negre, raïms i peres. En el seu territori, es troben també diverses mines de ferro i carbó.

## Divisió administrativa
Anhui es divideix en 17 prefectures, totes amb les capitals:
- Hefei (xinès: 合肥市, pinyin: Héféi Shì)
- Suzhou (宿州市 Sùzhōu Shì)
- Huaibei (淮北市 Huáiběi Shì)
- Fuyang (阜阳市 Fǔyáng Shì)
- Bozhou (亳州市 Bózhōu Shì)
- Bengbu (蚌埠市 Bèngbù Shì)
- Huainan (淮南市 Huáinán Shì)
- Chuzhou (滁州市 Chúzhōu Shì)
- Ma'anshan (马鞍山市 Mǎ'ānshān Shì)
- Wuhu (芜湖市 Wúhú Shì)
- Tongling (铜陵市 Tónglíng Shì)
- Anqing (安庆市 Ānqìng Shì)
- Huangshan (黄山市 Huángshān Shì)
- Lu'an (六安市 Lù'ān Shì) not Liù'ān
- Chaohu (巢湖市 Cháohú Shì)
- Chizhou (池州市 Chízhōu Shì)
- Xuancheng (宣城市 Xuānchéng Shì)

## Història
La província d'Anhui es va constituir oficialment al segle xvii. Abans d'això, no hi havia un concepte concret d'«Anhui». El nord d'Anhui era fermament una part de la plana del nord de la Xina en termes de cultura, juntament amb l'actual província de Henan. El centre d'Anhui constituïa la major part del territori fèrtil i densament poblat de la conca del riu Huai He. El sud d'Anhui, juntament amb el Iang-tsé, era proper a les províncies de Hubei i al sud de Jiangsu en cultura. És a dir, fins llavors, la part nord pertanyia culturalment a l'actual província de Henan mentre que el sud tenia més nexes culturals en comú amb les províncies de Hubei i Jiangsu. Aquestes diferenciacions culturals no van desaparèixer amb la creació de la província. Els turons del sud-est d'Anhui van formar una esfera cultural única i diferent dins la mateixa província. La creació de la província d'Anhui no ha erosionat tampoc aquestes distincions.
Durant la dinastia Shang (del segle xvi aC al segle xi aC), la majoria d'Anhui era poblada per pobles no sínics, coneguts col·lectivament com els Dongyi. El rei Tang de Shang, el fundador llegendari de la dinastia Shang, es diu que va situar la seva capital a Bo (亳), a la rodalia de Bozhou, al nord de l'actual Anhui.
La dinastia Qing va ser la que va convertir les províncies de Jiangsu i Anhui en dues províncies independents. El 1946, la capital de la província es va traslladar d'Anqing fins a l'actual Hefei. La província va ser novament dividida en dues el 1949: el nord es va convertir en Wanbei; el sud en Wannan. La reunificació va tenir lloc el 1952. Les fronteres provincials fixades en aquesta data continuen sent les mateixes que les que va establir la dinastia Qing.